# رجب نیاز

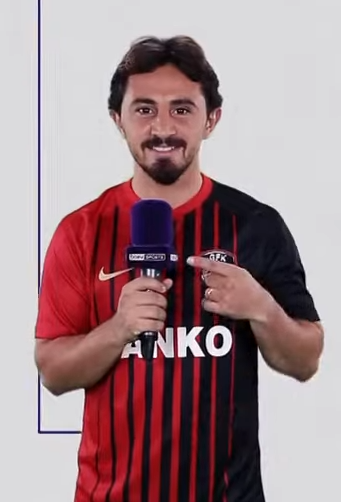
رجب نیاز در سال ۲۰۲۱

رجب نیاز (انگلیسی: Recep Niyaz؛ زادهٔ ۲ اوت ۱۹۹۵) بازیکن فوتبال اهل ترکیه است.
از باشگاه‌هایی که در آن بازی کرده‌است می‌توان به باشگاه فوتبال فنرباغچه، باشگاه فوتبال بوکاسپور، باشگاه فوتبال دنیزلی اسپور، و باشگاه فوتبال سامسون‌اسپور اشاره کرد.
وی همچنین در تیم‌های ملی فوتبال جوانان ترکیه، و جوانان ترکیه، و Turkey national under-17 football team، جوانان ترکیه، و Turkey national under-19 football team بازی کرده‌است.